# Itzamnaviridae
Itzamnaviridae ist eine vom International Committee on Taxonomy of Viruses (ICTV) im März 2023 neu eingerichtete Familie von Archaeenviren. Sie ist ohne Zuordnung zu einem höheren Taxon (Stand 29. Februar 2024); mit diesem Stand umfasst die Familie die Gattungen, Demiitzamnavirus (mit Methanophagales-Virus GBV303) und Pletoitzamnavirus (mit Methanophagales-Virus PBV082).

## Wirte
Die Itzamnaviridae sind Archaeenviren. Ihre Wirte gehören der Euryarchaeota-Ordnung
Methanophagales (früher ANME-1-Archaeen genannt) an.

## Genom

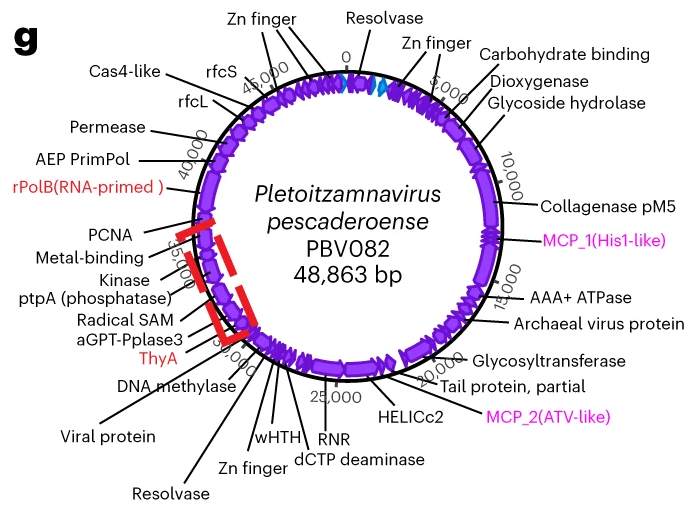
Karte des vollständigen linearen Genoms von Pletoitzamnavirus pescaderoense PBV082 als Vertreter der spindelförmigen Virusfamilie Itzamnaviridae. Die gestrichelte rote Box hebt ein Beispiel für eine Multigen-Cluster-Insertion hervor.

Mitglieder der Gattung Demiitzamnavirus haben ein zirkuläres dsDNA-Genom mit einer Größe von etwa 25 kbp (Kilobasenpaare). Das Genom kodiert für zwei Haupkapsidproteins (MCPs). Diese sind homolog zu denen, die für spindelförmige Archaeenviren charakteristisch sind und nur bei diesen vorkommen.
Mitglieder der Gattung Pletoitzamnavirus haben ein lineares dsDNA-Genom mit einer Größe von etwa 45–48 kbp. Etwa die Hälfte ihres Genoms stimmt mit fast dem gesamten Genom von der Gattung Demiitzamnavirus überein, einschließlich der beiden MCP-Gene.
Der verbleibende Teil des Genoms bei Pletoitzamnavirus kodiert für Enzyme mit ganz unterschiedlichen Funktionen, darunter:
- Wie bei den Nakonvirales gibt es Gene, die für eine DNA-Polymerase der Familie B mit RNA-Primer (englisch RNA-primed family B DNA polymerase), eine sowohl bei Archaeen als auch bei Eukaryoten vorkommende Primase (englisch archaeo-eukaryotic primase) und ein Proliferating-Cell-Nuclear-Antigen (PCNA) kodieren.
- die große und kleine Untereinheit des Replikationsfaktors C (RFC)[5]

Der Inhalt dieses Genomteils ist vergleichsweise flexibel, insbesondere können für verschiedene Stoffwechsel- und Regelungsenzyme kodierende Gene häufig in Form von Multigenkassetten ein- und ausgetauscht werden.
So enthält das Pletoitzamnavirus-Mitglied Methanophagales-Virus PBV082 beispielsweise ein Gencluster, das für ein Kinase-Phosphatase-Paar, eine Thymidylat-Synthase und ein radikales SAM-Enzym (radical SAM enzyme) mit unbekannter Funktion kodiert.
Mit Ausnahme des charakteristischen Haupkapsidproteins (MCP) kodieren die Mitglieder der Itzamnaviridae keine Proteine mit nennenswerter Sequenzähnlichkeit zu Proteinen anderer zuvor beschriebener spindelförmiger Viren.

## Systematik
Die Systematik der Itzamnaviridae gemäß International Committee on Taxonomy of Viruses (ICTV)
 – mit Ergänzungen nach Laso-Pérez et al. (2023) und der Taxonomie des National Center for Biotechnology Information (NCBI) – ist wie folgt (Stand Mai/Juni 2024):
Familie Itzamnaviridae
- Gattung Demiitzamnavirus – zirkulär, Genomlänge ca. 25 kbp (Kilobasenpaare)
  - Spezies Demiitzamnavirus mexicoense, mit
Methanophagales-Virus GBV303 (Genomlänge 25.580 bp)[2]
  - Spezies „Methanophagales virus GBV170“ (14.746 bp)
  - Spezies „Methanophagales virus IMGVR0813120“ (26.949 bp)

- Gattung Pletoitzamnavirus (linear, Genomlänge 45–48 kbp)
  - Spezies Pletoitzamnavirus pescaderoense, mit
Methanophagales-Virus PBV082 (48,863 bp)
  - Spezies „Methanophagales virus PBV150“ (45.800 bp)
  - Spezies „Methanophagales virus IMGVR0812283“ (45.206 bp)

## Habitat und Fundort
Die Habitate der Itzamnaviridae bzw. ihrer Wirte sind Tiefsee-Hydrothermalquellen (Raucher).
Die bisher gefundenen Vertreter stammen (soweit bekannt) aus dem Golf von Kalifornien:
- Demiitzamnavirus: Guaymas-Becken. Die Probe zu Methanophagales-Virus GBV303 wurde am 24. Dezember 2016 am Hang des Cathedral Hill genommen, aus dem blanken Sediment direkt außerhalb der mikrobiellen Matte (nach anderen Angaben in dieser).
- Pletoitzamnavirus: Pescadero-Becken. Die Probe zu Methanophagales-Virus PBV082 wurde im Zeitraum vom 18. bis 21. November 2018 aus dem Hydrothermalfeld Auka (Slicate Rock 12019) entnommen. Die Sequenz des (mit Stand 29. Februar 2024) nicht offiziell bestätigten Virus IMGVR0812283 stammt jedoch vom Guaymas-Becken.

## Etymologie
- Der Familienname Itzamnaviridae verweist auf Itzamná, in der Maya-Mythologie der Herr des Himmels sowie der Nacht und des Tages; die Endung ‚-viridae‘ steht für Virusfamilien.[1][3][9]

- Der Präfix des Gattungsnamens Demiitzamnavirus kommt von französisch demi ‚halb‘, ‚teilweise‘ (abgeleitet von lateinisch dimedius); der Mittelteil verweist wieder auf Itzamná bzw. die Virusfamilie.[3][9]
  - Das Art-Epitheton mexicoense ist Genitiv der latinisierten Form von Mexiko (neulateinisch) und bedeutet ‚von Mexiko‘ oder ‚zu Mexiko gehörig‘.

- Der Präfix des Gattungsnamens Pletoitzamnavirus kommt von lateinisch pleto ‚voll‘; der Mittelteil verweist wieder auf Itzamná bzw. die Virusfamilie.[3][9]
  - Das Art-Epitheton pescaderoense ist Genitiv der latinisierten Form von spanisch Pescadero und bedeutet ‚vom Pescadero[-Becken]‘ oder ‚zum Pescadero[-Becken] gehörig‘.

Die beiden Gattungsnamen erinnern daran, dass die Viren der Gattung Demiitzamnavirus nur etwa 50 % der Gene der Gattung Pletoitzamnavirus besitzen.

## Weiterführende Literatur
- Mart Krupovic, Emmanuelle R. J. Quemin, Dennis H. Bamford, Patrick Forterre, David Prangishvili: Unification of the globally distributed spindle-shaped viruses of the Archaea. In: Journal of Virology. 88. Jahrgang, Nr. 4, 2014, ResearchGate:259320195, S. 2354–2358, doi:10.1128/JVI.02941-13, PMID 24335300, PMC 3911535 (freier Volltext) – (englisch).
- Fengbin Wang, Virginija Cvirkaite-Krupovic, Matthijn Vos, Leticia C. Beltran, Mark A. B. Kreutzberger, Jean-Marie Winter, Zhangli Su, Jun Liu, Stefan Schouten, Mart Krupovic, Edward H. Egelman: Spindle-shaped archaeal viruses evolved from rod-shaped ancestors to package a larger genome. In:
  - Biophysical Journal, Band 121, Nr. 3, Februar 2022, S. 148a-149a; doi:10.1016/j.bpj.2021.11.1983, ResearchGate:358561680 (englisch).
  - Cell, Band 185, Nr. 8, 14. April 2022, S. 1297-1307.e11; doi:10.1016/j.cell.2022.02.019, PMID 35325592, PMC 9018610 (freier Volltext), HAL:03620791, Epub 23. März 2022 (englisch).